# Jesús Carreras Zayas
Jesús Carreras Zayas (Trinidad, 30 de agosto de 1933-La Habana, 11 de marzo de 1961) fue un revolucionario, comandante y fundador del Segundo Frente Nacional del Escambray,  durante la Revolución cubana.

## Biografía
Sus padres fueron Tomás Daniel Carreras y Galiano y María de la Asunción de Zayas y Cadalso, ambos también de Trinidad y perteneciente ella a una familia de profundas raíces cubanas. Estudió Ciencias de Laboratorio en Nuevitas, en la provincia de Camagüey. 
A los veintiún años de edad se unió a lo que sería el Segundo Frente Nacional del Escambray convirtiéndose en unos de sus comandantes más jóvenes. Luchó para deponer al general Fulgencio Batista (1952-1959). Es descrito por otro comandante de la guerrilla del Escambray como autoritario y bastante poco apreciado por otros guerrilleros.

## Fusilamiento
Durante los años que duró el conflicto armado tuvo serias desavenencias con el Che Guevara. Carreras destacó por su fuerte anticomunismo. En 1960 fue acusado por el gobierno de Fidel Castro de supuestas actividades contrarrevolucionarias y el 20 de octubre de ese año fue llevado a la prisión de La Cabaña donde permaneció en la galera de la muerte hasta el 11 de marzo de 1961, cuando fue fusilado poco después de las 10 de la noche.